# Illativ
Illativ är ett kasus som framför allt förekommer i de finskugriska språken finska, estniska, ungerska och samiska, men även i vissa litauiska dialekter. Det räknas som ett inre lokalkasus och har ofta den rumsliga funktionen "in i" eller "till". 

## Finska

### Illativändelser
Finska: -Vn, -hVn, -seen, -siin ("V" = vokal, samma som närmast föregående)

### Användning
Utöver "rörelse in i" kan kasus illativ i finska även användas i betydelsen till; en rörelses/förändrings slutpunkt; en sluttidpunkt.
Exempel:
- In i: Isä ajaa auton autotalliin — Pappa kör bilen in i garaget
- Till: Aamulla kaikki menevät työhön  — Om morgonen går alla till arbetet
- Slutpunkt: Opettaja löi nyrkin pöytään — Läraren slog näven i bordet
- Sluttidpunkt: Aamusta iltaan — Från morgon till kväll